# Comtat de Longueville

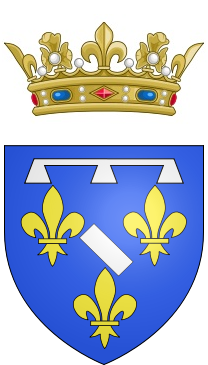
Escut d'armes del comtat de Longueville.

Longueville fou una jurisdicció feudal a l'actual Normandia creada com a comtat passat el 1040 per Guillem I el Conqueridor i donat al seu fidel Gautier Giffard que va morir el 1083. Fou elevat a ducat al tombant dels s. XV-XVI.
La nissaga de Giffard va continuar fins a la conquesta francesa de pares a fill, els tres primers dits Gautier i els tres següents dits Guillem. Després de l'ocupació francesa el 1204, va estar a la corona durant més de cent anys i el 1305 fou donat, com a senyoria, a Enguerrand de Marigny. Aquest fou condemnat per alteració de moneda, creació de taxes, pillatge de diners destinats al Papa, saqueig de boscos reials i fins i tot per bruixeria. Fou penjat el 30 d'abril de 1315. La senyoria va tornar a la corona i el 1319 fou donada a Lutis comte d'Evreux, fill de Felip III de França, mort aquell mateix any el 19 de maig de 1319, que el va transferir al seu fill Felip d'Evreux que va morir el 19 de desembre de 1343 i va passar al seu tercer fill mascle Felip de Navarra, mort el 1365, i en aquest any, el germà gran de Felip de Navarra, el rei Carles el dolent, la va haver de cedir al rei Carles V de França. El 1365 la senyoria fou conferida a Bertrand du Guesclin. El 1415 fou ocupada pels anglesos i confiada com a comtat a Arquimbald de Grailly, comte de Foix i captal de Buch que el va transmetre al seu fill Gastó, que va rebre també el comtat de Benaugès i el captalat de Buch a més d'altres senyories. Per motius polítics el rei anglès la va prendre a Gastó i al morir Archibald Douglas a qui volia donar-la, la va entregar a Joan d'Hartcourt comte d'Aumale i Harcourt, vescomte de Saint Sauveur, i senyor d'Elbeuf entre altres (vers 1524). Mort Joan VIII el 1428 va passar a la seva filla Joana casada amb Joan III de Rieux i va quedar a la família Rieux. El 1454 el rei de França la va donar com a comtat a Joan, bastard d'Orleans (fill natural de Lluís I duc d'Orleans i de Marieta d'Enghien senyora de Cany), que el 1439 havia estat nomenat comte de Dunois, i que va morir el 24 de novembre de 1468, casat amb Maria d'Hartcourt (morta el 1464). Joan va ser a més a més comte de Mortain, comte de Gien, comte du Perigord, comte de Vertus, comte de Porcien i senyor de Millançay, Vernon, Anneville, Parthenay, Secondigny, Châteaudun, Valbonnais i Romorantin. El seu fill Francesc I el va succeir i fou a més a més comte de Montgomery, comte de Tancarville i vescomte (abans baronia) de Melun; va morir el 1491.
Lluís XII de França la va erigir en ducat de Longueville pel net de Joan, Francesc II (mort el 1513), fins llavors comte de Dunois i de Longueville. L'herència va passar a la seva filla Ramona que va morir el 1515 sense descendents vius, i llavors va passar al germà de Francesc II, Lluís I que a més fou príncep de Châtellaillon i vescomte d'Abberville, mort el 1516. El seu fill Claudi va morir el 1524 succeint-lo el seu germà Lluís II mort el 1537, que va deixar els béns al seu fill Francesc III el petit duc, que fou comte de Neufchâtel i va morir el 1551. El seu germà el va premorir i l'herència va recaure en Lleonori, fill de Francesc (germà de Lluís II, que havia rebut el marquesat de Rothelin, el vescomtat de Melun i el principat de Châtellaillon, i havia mort el 1548). Va morir el 1573 i el va succeir el seu fill Enric I que va ser assassinat el 1595, el mateix any que va néixer el seu fill i successor Enric II, que fou comte de Saint-Pol i va viure fins al 1663. Va deixar l'herència al seu fill Joan Lluís que va abdicar el 1664. Sa germà (bastard) Carles va ostentar els títols fins al 1672.

## Llista de comtes, senyors i ducs de Longueville
- Gautier I Giffard 1045-1083
- Gautier II 1083-1102
- Gautier III 1102-1164
- Guillem I 1164-1173
- Guillem II 1173-c. 1200
- Guillem III c. 1204
- corona francesa 1204-1305
- Enguerrand de Marigny 1305-1315
- corona francesa 1315-1319
- Lluís d'Evreux 1319
- Felip d'Evreux 1319-1343
- Felip de Navarra 1343-1365
- Carles el Dolent de Navarra 1365
- Bertran de Du Guesclin 1365-1380
- a la corona 1380-1415
- Arquimbald de Grailly 1415-1416
- Gastó de Grailly 1416-1424
- Archibald Douglas 1424 (mort el 17 d'agost de 1424)
- Joan VIII d'Hartcourt 1424-1428
- Joana 1428-1454
- Joan III de Rieux 1428-1431 (espòs)
- Joan d'Orleans comte de Dunois 1454-1468
- Francesc I 1468-1491
- Francesc II 1491-1513 (primer duc)
- Ramona que va morir el 1513-1515
- Lluís I 1515-1516
- Claudi 1516-1524
- Lluís II 1524-1537
- Francesc III el petit duc 1537-1551
- Lleonori 1551-1573
- Enric I 1573-1595
- Enric II 1595-1663
- Joan Lluís 1663-1664
- Carles 1664-1672